# Earinus longensis
Earinus longensis är en stekelart som beskrevs av Michael J. Sharkey 1996. Earinus longensis ingår i släktet Earinus och familjen bracksteklar. Inga underarter finns listade i Catalogue of Life.